# John Marks (Tennisspieler)
John M. P. Marks (* 9. Dezember 1952 in Sydney, New South Wales) ist ein ehemaliger australischer Tennisspieler.

## Karriere
In seiner Jugend gewann John Marks an der Seite von Michael Phillips das Juniorendoppel 1971 der Australian Open.
Bis 1975 spielte Marks ausschließlich bei Turnieren in Australien. Sein größter Erfolg war die Finalteilnahme in Sydney, wo er 1975 gegen seinen Landsmann Ross Case in zwei Sätzen verlor. Beim selben Turnier gewann er mit seinem Partner Mark Edmondson die Doppelkonkurrenz. Nach diesem Erfolg spielte er auch auf anderen Kontinenten. Er kam bis Ende 1977 jedoch im Einzel selten weiter als die zweite Runde. Erfolgreicher war er im Doppel, da er mit John Bartlett, Mark Edmondson und Chris Kachel jeweils einen Doppeltitel gewann.
Anfang 1978 erreichte er beim Challenger von Hobart das Finale, bei welchem er Bob Carmichael unterlag. Bei den Australian Open 1978 trat Marks als 177. der Weltrangliste an und musste direkt im ersten Match gegen den an Position 2 gesetzten Argentinier José Luis Clerc spielen, der das Match nach dem ersten Satz in Führung liegend aufgeben musste. Danach bezwang Marks Phil Dent, John Sadri, John Alexander und den an Position 3 gesetzten Arthur Ashe, sodass er unerwarteterweise das Finale des Turniers erreichte. Im Finale unterlag er Guillermo Vilas, der seinerseits seinen ersten Titel bei den Australian Open feiern konnte. Im November errang Marks mit Edmondson den Doppeltitel in Hongkong. Platz 60 der Weltrangliste war nach den Australian Open sein Karrierehoch im Einzel, während er im Doppel im selben Jahr bis Rang 30 stieg.
In der darauf folgenden Saison 1979 folgten im Einzel ausschließlich Erst- oder Zweitrundenniederlagen. Mit seinem Doppelpartner Mark Edmondson holte er seine beiden letzten Titel auf der ATP Tour in Gstaad und Taipeh. Außerdem schafften sie den Einzug in zwei weitere Finalrunden, unter anderem in Hamburg. 1980 erreichte er in Hobart das Viertelfinale und beim Challenger in Shimizu das Halbfinale. Im Doppel erreichte er mit Chris Kachel in Shimizu das Finale. Eine Woche später gewann er mit Kachel beim Challenger in Maebashi mit einem Sieg über Syd Ball und Cliff Letcher seinen letzten Doppeltitel.
Nach 1980 trat er nicht mehr bei professionellen Turnieren an.

## Erfolge
| Legende                 |
| Grand Slam              |
| Weitere Turniere (7)    |
| ATP Challenger Tour (2) |

| Titel nach Belag |
| Hartplatz (1)    |
| Rasen (1)        |
| Sand (4)         |
| Teppich (1)      |

### Einzel

#### Finalteilnahmen
| Nr. | Datum             | Turnier         | Belag | Finalgegner     | Ergebnis           |
| --- | ----------------- | --------------- | ----- | --------------- | ------------------ |
| 1.  | 21. Dezember 1975 | Sydney          | Rasen | Ross Case       | 2:6, 1:6           |
| 2.  | 3. Januar 1979    | Australian Open | Rasen | Guillermo Vilas | 4:6, 4:6, 6:3, 3:6 |

### Doppel

#### Turniersiege

##### ATP Tour
| Nr. | Datum             | Turnier  | Belag       | Doppelpartner  | Finalgegner                          | Ergebnis      |
| --- | ----------------- | -------- | ----------- | -------------- | ------------------------------------ | ------------- |
| 1.  | 21. Dezember 1975 | Sydney   | Rasen       | Mark Edmondson | Chris Kachel Peter McNamara          | 6:1, 6:1      |
| 2.  | 27. März 1977     | Kairo    | Sand        | John Bartlett  | Pat DuPré Chris Lewis                | 7:5, 6:1, 6:3 |
| 3.  | 10. Juli 1977     | Båstad   | Sand        | Mark Edmondson | Jean-Louis Haillet François Jauffret | 6:4, 6:0      |
| 4.  | 20. November 1977 | Manila   | Sand        | Chris Kachel   | Mike Cahill Terry Moor               | 4:6, 6:0, 7:6 |
| 5.  | 12. November 1978 | Hongkong | Hartplatz   | Mark Edmondson | Hank Pfister Brad Rowe               | 5:7, 7:6, 6:1 |
| 6.  | 15. Juli 1979     | Gstaad   | Sand        | Mark Edmondson | Ion Țiriac Guillermo Vilas           | 2:6, 6:1, 6:4 |
| 7.  | 18. November 1979 | Taipeh   | Teppich (i) | Mark Edmondson | Pat DuPré Bob Lutz                   | 6:1, 3:6, 6:4 |

##### Challenger Tour
| Nr. | Datum           | Turnier  | Belag     | Doppelpartner | Finalgegner               | Ergebnis |
| --- | --------------- | -------- | --------- | ------------- | ------------------------- | -------- |
| 1.  | 15. Januar 1978 | Hobart   | Hartplatz | Chris Kachel  | Greg Braun Peter Campbell | 6:1, 6:4 |
| 2.  | 13. April 1980  | Maebashi | Hartplatz | Chris Kachel  | Syd Ball Cliff Letcher    | 6:4, 7:6 |

#### Finalteilnahmen
| Nr. | Datum             | Turnier       | Belag         | Doppelpartner  | Finalgegner                        | Ergebnis      |
| --- | ----------------- | ------------- | ------------- | -------------- | ---------------------------------- | ------------- |
| 1.  | 19. April 1976    | Palma         | Sand          | Mark Edmondson | John Andrews Colin Dibley          | 6:2, 3:6, 2:6 |
| 2.  | 1. Januar 1977    | Sydney        | Rasen         | Mark Edmondson | Syd Ball Kim Warwick               | 3:6, 4:6      |
| 3.  | 21. Mai 1978      | Florenz       | Sand          | Mark Edmondson | Corrado Barazzutti Adriano Panatta | 3:6, 7:6, 3:6 |
| 4.  | 22. Oktober 1978  | Sydney Indoor | Hartplatz (i) | Mark Edmondson | John Newcombe Tony Roche           | 4:6, 3:6      |
| 5.  | 19. November 1978 | Taipeh        | Teppich (i)   | Mark Edmondson | Sherwood Stewart Butch Walts       | 2:6, 7:6, 6:7 |
| 6.  | 20. Mai 1979      | Hamburg       | Sand          | Mark Edmondson | Jan Kodeš Tomáš Šmíd               | 3:6, 1:6, 6:7 |
| 7.  | 22. Juli 1979     | Båstad        | Sand          | Mark Edmondson | Heinz Günthardt Bob Hewitt         | 2:6, 2:6      |